# Deutsch-mauritische Beziehungen
Die Deutsch-mauritischen Beziehungen sind das zwischenstaatliche Verhältnis zwischen Deutschland und Mauritius. Diplomatische Beziehungen bestehen seit 1968. Zahlreiche Deutsche besuchen Mauritius jedes Jahr als Touristen und in jüngerer Zeit wurden die zwischenstaatlichen Beziehungen deutlich intensiviert.

## Geschichte
Die Insel Mauritius wurde 1598 von den Niederländern in Besitz genommen und nach Moritz von Oranien benannt, der in Dillenburg geboren wurde. Mit Georg Friedrich Wreede hatte Mauritius von 1665 bis 1672 (mit einer Unterbrechung 1668–1669) einen deutschen Gouverneur, der während seiner Amtszeit im Indischen Ozean ertrank. In seiner Geschichte stand Mauritius unter der Kontrolle der Portugiesen, Niederländer, Franzosen und Briten, war jedoch nie ein Teil des deutschen Kolonialreiches. Im 19. Jahrhundert kam es zu verstärkten Kontakten zwischen Deutschland und der Insel, als Forscher wie Carl Theodor Hilsenberg, Wenceslas Bojer und Karl August Möbius die Natur, Pflanzen und Tiere auf Mauritius erforschten.
Nach seiner staatlichen Unabhängigkeit nahm Mauritius 1968 diplomatische Beziehungen mit der Bundesrepublik Deutschland  auf. 1974 wurden auch Beziehungen mit der DDR aufgenommen. Schon in den 1970er Jahren schlossen Mauritius und die BRD ein Investitionsschutzabkommen und ein bilaterales Luftfahrtabkommen ab. 1980 wurde dies durch ein Doppelbesteuerungsabkommen und ein Abkommen zur technischen Zusammenarbeit ergänzt. Zehn Jahre nach der deutschen Wiedervereinigung eröffnete Mauritius schließlich eine eigene Botschaft in Berlin im Jahr 2000. 2021 wurde ein regelmäßiger Konsultationsmechanismus zwischen den Außenministerien beider Länder vereinbart und die ersten bilateralen politischen Konsultationen fanden im November 2023 in Berlin statt.

## Wirtschaftsbeziehungen
2024 lagen die deutschen Warenexporte nach Mauritius bei 160,4 Millionen Euro und die Importe aus dem Land bei 48 Millionen Euro. In der Rangliste der deutschen Handelspartner nahm Mauritius damit Rang 127 ein.  Unter den deutschen Exportdestinationen in Afrika lag Mauritius trotz seiner kleinen Größe auf einem respektablen zehnten Rang.
Der bei weitem wichtigste Aspekt der bilateralen Wirtschaftsbeziehungen ist allerdings der Tourismus. 2023 besuchten knapp 119.000 Touristen aus Deutschland Mauritius und waren damit die drittgrößte Touristengruppe. Die steigende Anzahl deutscher Reisender führte 2016 zu einer Neuverhandlung des bilateralen Luftfahrtabkommens. Die deutsche Maritim Hotelgesellschaft betreibt zwei Hotels auf der Insel. Deutsche Unternehmen sind zunehmend auch in den Bereichen erneuerbare Energien, Immobilien und Finanzen aktiv. Verstärkt kommt es auch zu Immobilienkäufen durch deutsche Staatsbürger.
Aufgrund der positiven wirtschaftlichen Entwicklung auf Mauritius wurde die deutsche Entwicklungshilfe inzwischen eingestellt. Indirekt kommen Mauritius aber Gelder aus Deutschland für die Internationalen Klimaschutzinitiative und Programmen der Europäischen Union zugute.

## Kulturbeziehungen
Die Kulturbeziehungen sind von den zahlreichen persönlichen Kontakten geprägt, welche durch den touristischen Austausch entstehen. Deutschland verfügt in Mauritius über eine hohe Wertschätzung. Die Deutsche Sprache wird in Mauritius an mehreren Schulen und einer Tourismusfachschule gelehrt. Der Pädagogische Austauschdienst (PAD) und der Deutsche Akademische Austauschdienst (DAAD) fördern mithilfe von Stipendien den Austausch von Studenten.

## Diplomatische Standorte
- Die Deutsche Botschaft in Antananarivo verfügt über eine Nebenakkreditierung auf Mauritius
- Mauritius verfügt über eine Botschaft in Berlin.